# EMC-richtlijn
De EMC-richtlijn (Richtlijn 2014/30/EU van het Europees Parlement en de Raad) is een Europese richtlijn voor lidstaten van de Europese Unie, waarmee beoogd wordt de lidstaten regelgeving te laten implementeren met betrekking tot elektromagnetische compatibiliteit (EMC).
Alle elektrische apparaten of installaties beïnvloeden elkaar. Het doel van de richtlijn elektromagnetische compatibiliteit (EMC) is om al die bijwerkingen onder controle te houden. De toepassing van deze richtlijn zorgt voor vermindering van de overlast en verbetering van de immuniteit.
Apparatuur (apparaten en vaste installaties) moet voldoen aan de EMC-eisen wanneer deze op de markt wordt gebracht en / of in gebruik wordt genomen.
De EMC-richtlijn begrenst de elektromagnetische emissies van apparatuur om er voor te zorgen dat, bij normaal gebruik, de apparatuur niet stoort op radio- en telecommunicatieapparatuur en andere uitrusting. Deze richtlijn regelt ook de immuniteit van dergelijke apparatuur en tracht er voor te zorgen dat deze apparatuur niet verstoord wordt.

## Implementatie Nederland
In Nederland is de wettelijke basis voor de richtlijn die hierboven worden beschreven terug te vinden in hoofdstuk 10 van de Telecommunicatiewet (Tw) en het besluit en de regeling Elektromagnetische compatibiliteit. Onder meer Agentschap Telecom (onderdeel van het Ministerie van economische zaken) houdt in Nederland toezicht op de toepassing van de regelgeving.